# 7.58cmミーネンヴェルファー

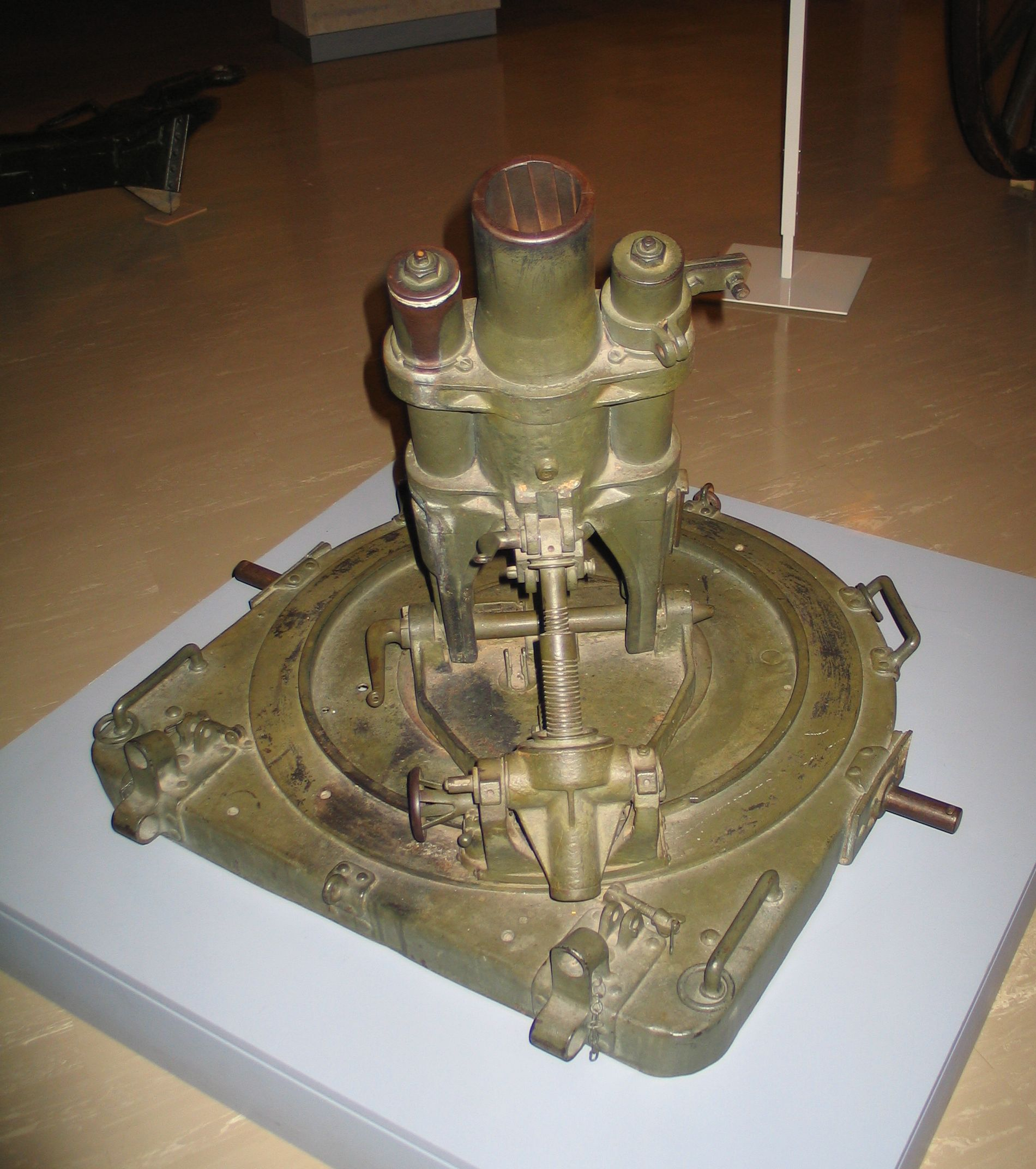
射撃体勢にある7.58 cmミーネンヴェルファー。ターンテーブルが付いた台座に注目。

7,58 cm Minenwerfer a.A.とはドイツ軍が第一次世界大戦で使用した迫撃砲である。

## 概要
砲身にはライフリングがあり、後座させた砲身を元の位置へ戻す「復座機」と反動を緩衝させる「駐退機」を持っている。1916年に採用された改良型では360度の回転が可能なターンテーブルを持った台座になった。さらに長い1410 mmの砲身を持つタイプでは仰角0～27°の間では直接射撃を行うことができ、対戦車用火砲としても使用された。あまりに重く複雑な構造から、第二次世界大戦のころには廃れて、より簡単なストークス・モーター形迫撃砲に変わられていった。